# Сомпольно (Поморське воєводство)
Сомпольно (пол. Sąpolno) — село в Польщі, у гміні Пшехлево Члуховського повіту Поморського воєводства.
Населення — 750 осіб (2011).
У 1975-1998 роках село належало до Слупського воєводства.

## Демографія
Демографічна структура станом на 31 березня 2011 року:
|          | Загалом | Допрацездатний вік | Працездатний вік | Постпрацездатний вік |
| -------- | ------- | ------------------ | ---------------- | -------------------- |
| Чоловіки | 384     | 75                 | 280              | 29                   |
| Жінки    | 366     | 90                 | 213              | 63                   |
| Разом    | 750     | 165                | 493              | 92                   |